# Sabal pumos
Sabal pumos är en enhjärtbladig växtart som först beskrevs av Carl Sigismund Kunth, och fick sitt nu gällande namn av Karl Ewald Maximilian Burret. Sabal pumos ingår i släktet Sabal och familjen Arecaceae. IUCN kategoriserar arten globalt som sårbar. Inga underarter finns listade i Catalogue of Life.